# Der eiserne Wille
Der eiserne Wille ist ein deutsches Stummfilmmelodram aus dem Jahre 1917 mit Albert Bassermann in der Hauptrolle.

## Handlung
Der Tagträumer David, der sein Leben ganz der Lektüre von Büchern gewidmet hat, versucht mit der Tätigkeit eines Hausierers, die ihn häufig von Dorf zu Dorf ziehen lässt, sich und seine geliebte Ehefrau finanziell über Wasser zu halten. Obwohl David sie mit Schmuck und Kleidern überhäuft, wendet sie sich eines Tages dem alten Grafen Stanislaus zu, da dieser ihr ein Leben in Saus und Braus verspricht. Als David eines Tages mit erworbenen Edelsteinen heimkehrt, ist das Haus leer und Esther fortgegangen. Von den Nachbarn erfährt der Hausierer, dass die Untreue zum Grafen auf dessen Schloss gezogen sei.
Sofort eilt David auf das Schloss und will Stanislaus zur Rede stellen. Der Graf beabsichtigt, den Eindringling mit der Reitpeitsche vom Hof zu jagen, und Esther dreht im selben Moment ihrem Noch-Gatten den Rücken zu. David trollt sich und nimmt sich vor, mit seinem bisherigen Leben zu brechen. Er zieht in die nächste Stadt und nimmt dort in einer Bank eine Stellung an. Mit viel Fleiß und eisernem Willen kann er bald die Karriereleiter aufsteigen. Nun ist David auch gesellschaftlich anerkannt und trifft eines Tages bei einem Zusammentreffen auf seine ehebrecherische Gattin nebst Grafen. Seine Frau erkennt den auch äußerlich gewandelten David nicht mehr, und so beschließt der ehemalige Hausierer auf die ihm eigene Art Rache am Grafen für dessen schändliches Tun zu nehmen. Er weiß von der gräflichen Spielleidenschaft und will den Adeligen daher beim Glücksspiel ruinieren.
Und so geschieht es: David nimmt Stanislaus sämtliches Geld und schließlich sogar dessen Schloss ab. Doch dies alles ist David noch nicht Rache genug. Esther selbst soll erfahren, wer ihren Geliebten in den Ruin getrieben hat und lädt die von Haus und Hof Verjagte auf das nunmehr ihm gehörende Schloss ein. Esther die noch immer nicht erkennt, wer vor ihr steht, wird von David zu beider einstigen Wohnhaus geführt; erst dort fällt bei ihr der Groschen. Esther bittet um Verzeihung für ihre Schandtat, doch David bleibt eisenhart. Er weist sie zurück und bricht, nachdem sie gegangen ist, in Tränen aus.

## Produktionsnotizen
Der eiserne Wille wurde im Greenbaum-Film-Atelier in Berlin-Weißensee gedreht. Der Vierakter wurde mit Jugendverbot belegt und am 5. Dezember 1917 im Berliner Mozartsaal uraufgeführt. Die Länge betrug 1461 Meter.
Der Name des Drehbuchautors „Hans Hennings“ ist ein Pseudonym der mitwirkenden Else Bassermann, ihres Zeichens Gattin des Hauptdarstellers.

## Kritik
„Die ernste, ergreifende Handlung … fesselt vor allem durch die meisterhafte Charakterisierung der einzelnen Gestalten. (…) Mit wahrhaft erschütternder Wirkung personifiziert Bassermann den frommen, verträumten Handelsjuden, der durch seine berechnende Tüchtigkeit und eisernen Willen es bis zum Schloßherrn bringt, nachdem er den gräflichen Verführer seiner Frau ruiniert hat. Die Bibelworte ‚Aug’ um Aug’, Zahn um Zahn‘ sind sein Leitstern. Handlung, Szenerie und Spiel stehen übereinstimmend auf allererster Höhe und dürfte dieser Film große Anziehungskraft auf das Publikum ausüben.“